# 合唱聖歌コンチェルト
合唱聖歌コンチェルト（がっしょうせいか - ）は、正教会における聖歌、合唱曲のジャンル。教会コンチェルト等とも呼ばれるが、西欧・西方教会におけるものと区別するため、また参考文献に則り、本記事では合唱聖歌コンチェルトの呼称を採った。

## 概要
他にも「合唱コンチェルト」（ロシア語: Хоровой концерт ）、「多声コンチェルト」（Партесный концерт）、あるいは単にコンチェルト（ロシア語: концерт）と呼ばれる事もある。特にロシア正教会・ウクライナ正教会等で歌われる事が多い。
音楽面では、無伴奏声楽でありつつ、複数のソロとトゥッティの組み合わせから曲が構成されているところに特徴がある。正教会聖歌は伝統的に無伴奏声楽であって器楽を用いないことが原則であるが、合唱聖歌コンチェルトも例外ではない。
正教会での位置づけとしては、歌詞は奉神礼を構成する祈祷文のテクストから採られたものではなく、奉神礼に直結する聖歌ではないが、説教に代わるものなどとして、聖体礼儀における神品の領聖時などに用いられる事がある。歌詞は多くが聖詠（詩篇）から採られたものであるが、そうでないものもある。

## 歴史と現況

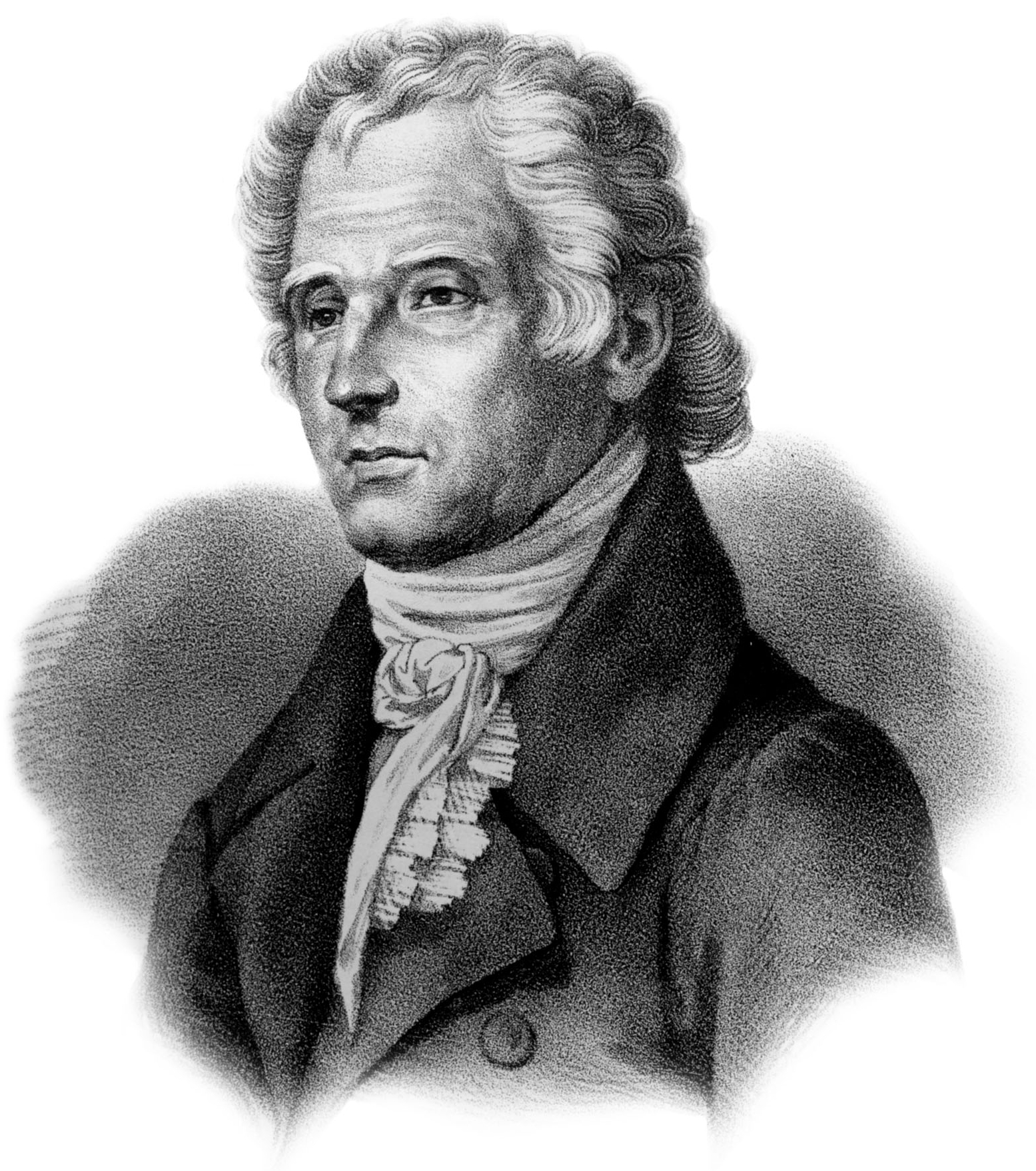
ボルトニャンスキー

17世紀・18世紀から既に、無伴奏声楽でありながらコンチェルトの形式をとる合唱聖歌コンチェルトはマクシム・ベレゾフスキーやニコライ・ディレツキー）といった作曲家によって作曲されていた。しかしながらこのジャンルの確立に大きく寄与したのは、ドミトリー・ボルトニャンスキーである。ボルトニャンスキーは35曲の合唱聖歌コンチェルトと、2つの聖歌隊（合唱団）が歌い交わす形式の合唱聖歌コンチェルトを10曲作曲している。
アレクサンドル・アルハンゲルスキーやセルゲイ・ラフマニノフといったボルトニャンスキー以降の作曲家達も、合唱聖歌コンチェルトを作曲した。
合唱聖歌コンチェルトの歌詞の多くは聖詠（詩篇）から抜粋されたものであるが、聖体礼儀・時課などの奉神礼における祈祷文と直結するものではない。そのため合唱聖歌コンチェルトは、登場から19世紀末までの間は奉神礼には一切用いられず、歌われる場は外国の賓客を歓迎する際や演奏会などに限定されていた。
しかし20世紀初頭より、聖体礼儀において説教の代わりなどに歌われるようになり、合唱聖歌コンチェルトは限定的な形ではあるが奉神礼に組み込まれて今日に至っている。ただしその難易度等の事情から、奉神礼において必ず歌われるという訳では無く、奉神礼で歌われるのは大規模かつ難易度の高い聖歌を歌う事の出来る詠隊を備える教会・場面に限定されている。

## 歌われる地域
合唱聖歌コンチェルトの伝統を形成しているのは主にロシア・ベラルーシ・ウクライナといった東スラヴ地域の正教会とその流れを汲む諸地域の正教会（アメリカ正教会・日本正教会・西ヨーロッパの教区・教会など）であり、これらと違う伝統を形成している諸正教会（ビザンティン聖歌を使用するギリシャ正教会や、グルジア聖歌を使用するグルジア正教会など）では、その土地に適した聖歌が歌われる傾向がある。

## 関連文献
- 訳編：高井寿雄『ボルトニャンスキー　35の合唱聖歌コンチェルト』（楽譜）音楽之友社　ISBN 9784276542044